# EFCAB11
EFCAB11 (англ. EF-hand calcium binding domain 11) – білок, який кодується однойменним геном, розташованим у людей на 14-й хромосомі. Довжина поліпептидного ланцюга білка становить 163 амінокислот, а молекулярна маса — 19 225.
| 10         |  | 20         |  | 30         |  | 40         |  | 50         |
| ---------- |  | ---------- |  | ---------- |  | ---------- |  | ---------- |
| MFFSEARARS |  | RTWEASPSEH |  | RKWVEVFKAC |  | DEDHKGYLSR |  | EDFKTAVVML |
| FGYKPSKIEV |  | DSVMSSINPN |  | TSGILLEGFL |  | NIVRKKKEAQ |  | RYRNEVRHIF |
| TAFDTYYRGF |  | LTLEDFKKAF |  | RQVAPKLPER |  | TVLEVFREVD |  | RDSDGHVSFR |
| DFEYALNYGQ |  | KEA        |  |            |  |            |  |            |

A: Аланін

C: Цистеїн

D: Аспарагінова кислота

E: Глутамінова кислота

F: Фенілаланін

G: Гліцин

H: Гістидин

I: Ізолейцин

K: Лізин

L: Лейцин

M: Метіонін

N: Аспарагін

P: Пролін

Q: Глутамін

R: Аргінін

S: Серин

T: Треонін

V: Валін

W: Триптофан

Задіяний у такому біологічному процесі, як альтернативний сплайсинг. 
Білок має сайт для зв'язування з іонами металів, іоном кальцію. 